# I Liceum Ogólnokształcące im. Tadeusza Kościuszki w Łukowie
I Liceum Ogólnokształcące im. Tadeusza Kościuszki w Łukowie – szkoła ponadpodstawowa, mieszcząca się przy ul. Wyszyńskiego 41 w Łukowie. Placówka jest spadkobierczynią Kolegium Pijarskiego, założonego w 1701 r.

## Historia

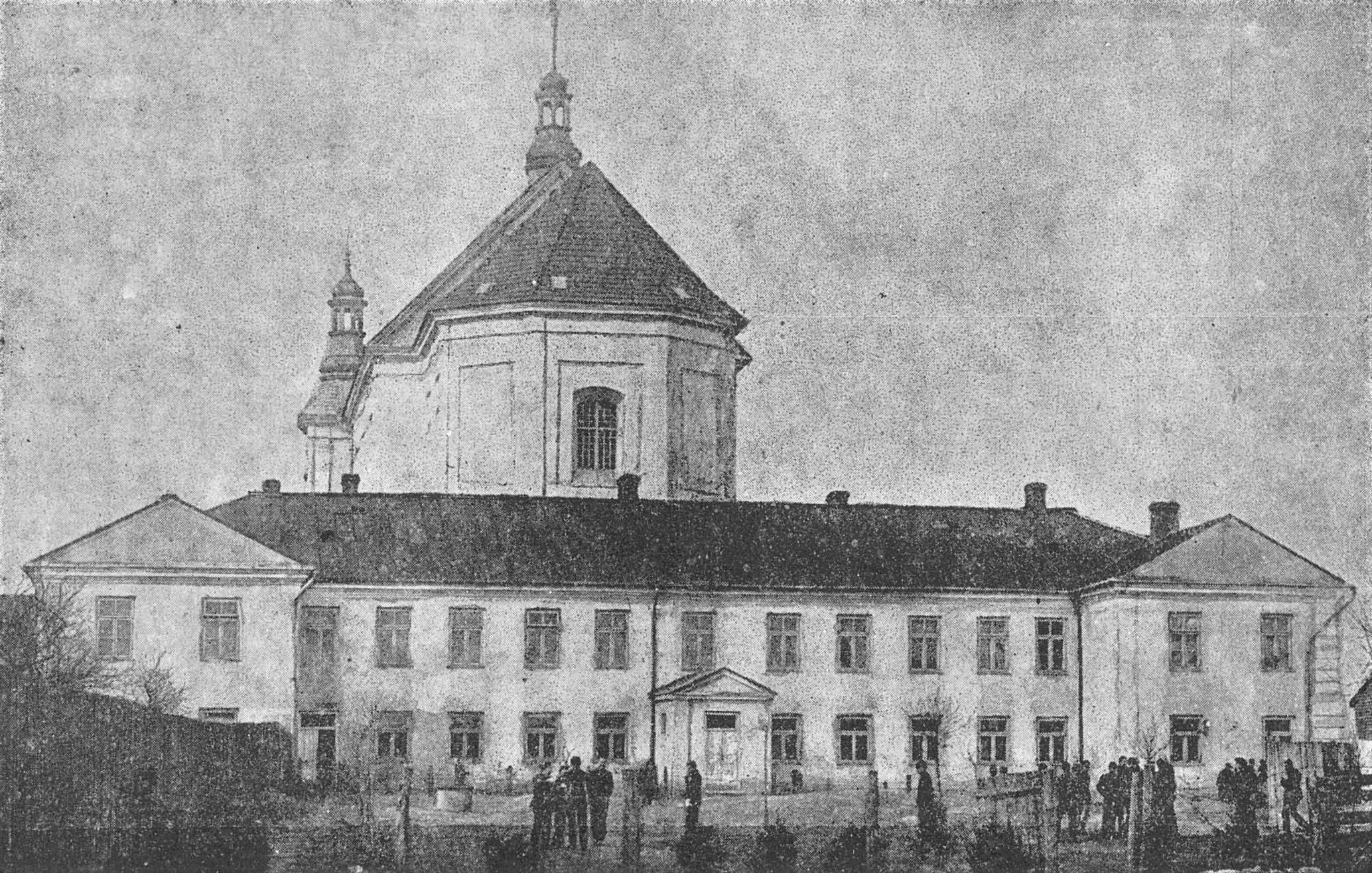
Gmach pobernardyński (w 1930 r. lub wcześniej), siedziba ówczesnego gimnazjum męskiego, w tle kościół Podwyższenia Krzyża Świętego

W roku szkolnym 1911/1912 powstała w Łukowie prywatna czteroklasowa Szkoła Handlowa. W 1916 r. została ona przeniesiona do budynku poklasztornego przy kościele Podwyższenia Krzyża Świętego i przekształcona w sześcioklasową Szkołę Realną. W 1918 r. szkole nadano imię Tadeusza Kościuszki i objęto protektoratem Rady Miejskiej. W 1919 r. Szkoła Realna została przekształcona w ośmioklasowe Gimnazjum Państwowe im. Tadeusza Kościuszki. Pierwsza matura w ówczesnym gimnazjum odbyła się w 1921 r. W 1923 r. przekazano szkole sztandar. W 1924 r. powołano Gimnazjum Żeńskie Towarzystwa Szkoły Średniej. Szkoła została przekształcona w dwustopniowe Gimnazjum i Liceum im. Tadeusza Kościuszki w wyniku reformy Janusza Jędrzejewicza w 1936 r., a w 1938 r. stała się szkołą koedukacyjną.
W czasie drugiej wojny światowej budynek szkoły został zajęty na potrzeby wojska, a w trakcie walk uległ uszkodzeniom. Podczas niemieckiej okupacji nauczyciele „Kościuszki” organizowali tajne komplety. Po wkroczeniu Armii Czerwonej do Łukowa w 1944 r. w szkole zorganizowano szpital. Zajęcia w starym gmachu powróciły w 1945 r.
W 1952 r. powstał budynek „Kamczatki”, już nieistniejący. W 1960 r. oddano do użytku budynek internatu wraz z salą gimnastyczną. W 1975 r. powołano Zespół Szkół, w skład którego weszły szkoły dla pracujących i liceum ogólnokształcące dla młodzieży. W roku 1991 oddano do użytku nowszy budynek szkoły od strony ul. Zabrowarnej. Dnia 23 października 2012 r. odbyła się uroczystość otwarcia kolejnego głównego gmachu liceum, znajdującego się przy ul. Cieszkowizna. Zabytkowy budynek poklasztorny został nabyty przez parafię Podwyższenia Krzyża Świętego w zamian za niezabudowaną działkę o tej samej powierzchni przy ul. Zabrowarnej. Tym samym po ponad 140 latach ponownie stał się własnością Kościoła katolickiego. W 2018 r. szkoła obchodziła stulecie istnienia, odbył się Zjazd Absolwentów Gimnazjum i Liceum im. Tadeusza Kościuszki.

## Dyrektorzy i lata sprawowania funkcji
1. Bronisław Przedpełski: 1918–1931
2. Kazimierz Kieruczenko: 1931–1932
3. Józef Zennermann: 1932–1934
4. Piotr Krechowicz: 1934–1939

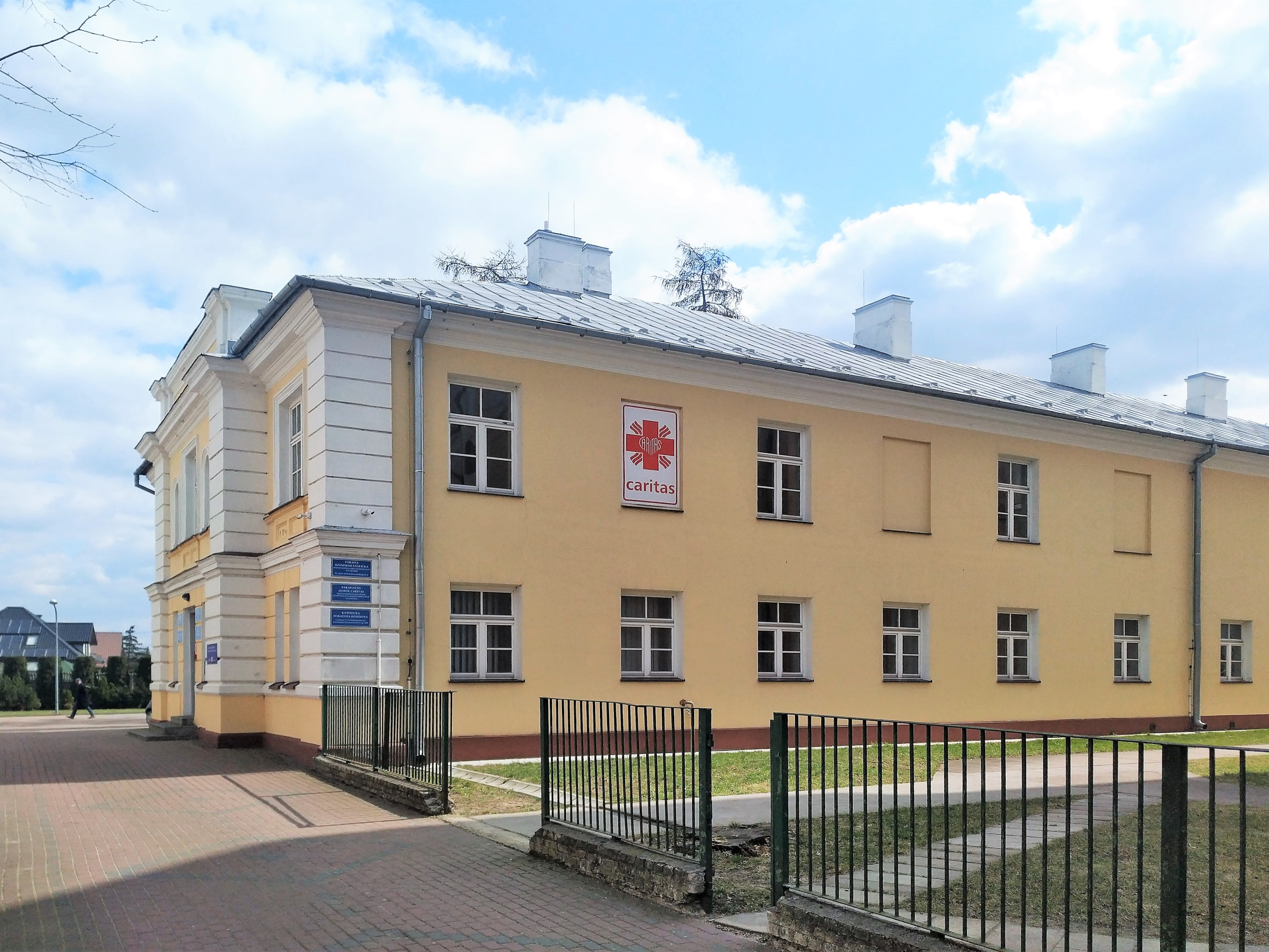
Budynek pobernardyński, w którym pierwotnie mieściło się Gimnazjum Państwowe, a potem Liceum Ogólnokształcące; należy do parafii rzymskokatolickiej.

5. Bronisława Junkielesówna: 1944–1945
6. Edward Semil: 1945
7. Piotr Krechowicz: 1945–1950
8. Janina Tryboń: 1950–1972
9. Józef Hawryluk: 1972–1987
10. Ziemowit Dulny: 1987–1992
11. Krzysztof Futera: 1992–1997
12. Stanisław Trwoga: 1997–2007
13. Grzegorz Rzymowski: 2007–

Opracowano na podstawie materiału źródłowego.